# Lappula rigida
Lappula rigida är en strävbladig växtart som först beskrevs av Dc., och fick sitt nu gällande namn av Mikhail Grigoríevič Popov. Lappula rigida ingår i släktet piggfrön, och familjen strävbladiga växter. Inga underarter finns listade i Catalogue of Life.